# Dekanat istriński
Dekanat istriński – jeden z 48 dekanatów eparchii moskiewskiej obwodowej Rosyjskiego Kościoła Prawosławnego. Obejmuje cerkwie położone w rejonie istrińskim obwodu moskiewskiego. Funkcjonują w nim cztery cerkwie parafialne miejskie, dwadzieścia dziewięć cerkwi parafialnych wiejskich, sześć cerkwi filialnych, cerkiew domowa, cerkiew-baptystrium, pomieszczenie modlitewne i siedemnaście kaplic.
Funkcję dziekana pełni protojerej Dmitrij Podorwanow.

## Cerkwie w dekanacie[1]
- Cerkiew Narodzenia Matki Bożej w Sawieljewie
- Cerkiew Przemienienia Pańskiego w Bużarowie
- Cerkiew św. Sergiusza z Radoneża w Wielednikowie
- Cerkiew św. Sergiusza z Radoneża w Woroninie
- Cerkiew św. Jerzego w Woschodzie
- Cerkiew Kazańskiej Ikony Matki Bożej w Glebowie

Kaplica Kazańskiej Ikony Matki Bożej w Glebowie
- Cerkiew Podwyższenia Krzyża Pańskiego w Darnej
- Cerkiew św. Jerzego w Diedowsku

Cerkiew Wszystkich Świętych w Diedowsku
Cerkiew św. Sergiusza z Radoneża w Diedowsku
Kaplica Zwiastowania w Diedowsku
- Cerkiew Wniebowstąpienia Pańskiego w Jeriemiejewie
- Cerkiew Wniebowstąpienia Pańskiego w Istrze
- Cerkiew św. Mikołaja w Istrze
- Cerkiew Świętych Niewiast Niosących Wonności w Istrze

Kaplica św. Aleksego w Istrze
- Cerkiew św. Aleksandra Newskiego w Kniażym-Ozierze
- Cerkiew Objawienia Pańskiego w Krasnym
- Cerkiew Świętych Borysa i Gleba w Kurtnikowie
- Cerkiew Kazańskiej Ikony Matki Bożej w Lamiszynie
- Cerkiew Świętych Piotra i Pawła w Łużkach

Kaplica Wszystkich Świętych w Łużkach
Cerkiew-baptysterium św. Olega Briańskiego w Łużkach
- Cerkiew św. Mikołaja w Mansurowie

Kaplica Zaśnięcia Matki Bożej w Mansurowie
Kaplica św. Aleksandra Newskiego w Mansurowie
Kaplica św. Sergiusza z Radoneża w Mansurowie
- Cerkiew św. Mikołaja w Nikulinie
- Cerkiew Świętych Piotra i Pawła w Nowo-Pietrowskim

Kaplica Zmartwychwstania Pańskiego w Nowo-Pietrowskim
- Cerkiew Opieki Matki Bożej w Ognikowie
- Cerkiew Zwiastowania w Pawłowskiej Słobodzie

Cerkiew Kazańskiej Ikony Matki Bożej w Pawłowskiej Słobodzie
Cerkiew św. Józefa Wołockiego w Pawłowskiej Słobodzie
Cerkiew Odnowienia Świątyni Zmartwychwstania Pańskiego w Jerozolimie w Pawłowskiej Słobodzie
Cerkiew domowa Świętych Cierpiętników Carskich w Pawłowskiej Słobodzie
Kaplica Świętych Cyryla i Metodego w Pawłowskiej Słobodzie
Kaplica Świętych Dzieci Zabitych przez Heroda w Betlejem w Pawłowskiej Słobodzie
Kaplica Kazańskiej Ikony Matki Bożej w Pawłowskiej Słobodzie
Kaplica Włodzimierskiej Ikony Matki Bożej w Pawłowskiej Słobodzie
- Cerkiew Opieki Matki Bożej w Pokrowskim-Rubcowie

Kaplica św. Mikołaja w Pokrowskim-Rubcowie
- Cerkiew Kazańskiej Ikony Matki Bożej w Polewszynie
- Cerkiew Zaśnięcia Matki Bożej w Prieczystym
- Cerkiew Narodzenia Pańskiego w Rożdiestwiennym
- Cerkiew Narodzenia Pańskiego w Rożdiestwienie

Kaplica św. Aleksandra Świrskiego w Rożdiestwienie
- Cerkiew św. Jana Chrzciciela w Sadkach
- Cerkiew św. Serafina z Sarowa w Sniegiriach

Kaplica św. Dymitra Sołuńskiego w Sniegiriach
Pomieszczenie modlitewne św. Piotra Apostoła
- Cerkiew Trójcy Świętej w Troickim

Cerkiew Świętej Trójcy w Troickim
Kaplica św. Jerzego w Troickim
Kaplica św. Jana Rycerza w Troickim
- Cerkiew Narodzenia Pańskiego w Fiłatowie
- Cerkiew Ikony Matki Bożej „Znak” w Chołmach
- Cerkiew Narodzenia Pańskiego w Jurkinie